# Рудольф Странський
Рудольф Странський (1893, м. Відень, Австро-Угорщина — 1965, м. Відень, Австрія) — австрійський та український військовий діяч, сотник, командир 14-тої бригади УГА.

## Життєпис
Народився 1893 року у Відні.
Під час Першої світової війни обер-лейтенант 36-го стрілецького полку армії Австро-Угорщини.
Нагороджений Срібною медаллю за військові заслуги I ступеня.

### В Українській Галицькій Армії
Прибув до УГА в жовтні 1919 року. З 28 листопада 1919 командир 14-тої бригади УГА. Ось яку характеристику йому дав Карл Аріо, начальник штабу цієї бригади: 
| Він був віденчиком. В Українській армії ще не служив. Мав замало досвіду і розуміння суті української боротьби, був дещо нерішучим, але загалом був чоловіком добрим, працьовитим, інтересувався справою і досить скоро учився української мови.[1] |
У 1920 році в 3-му курені, 5-го піхотного полку 2-ї бригади ЧУГА. У травні 1920 інтернований поляками у Львові. Під час транспортування зі Львова до табору в Тухолі втік, взявши із собою архів 14-тої бригади УГА.
Помер у 1965 році, похований у Відні.